# Irma González
Irma González (Ciudad de México, 8 de octubre de 1916-4 de diciembre de 2008) fue una soprano y maestra de canto mexicana.

## Biografía
Nació en la Ciudad de México el 8 de octubre de 1916, su formación musical comenzó a muy temprana edad cuando su madre la llevaba a clases de ballet con Gloria Campobello. Más tarde estudió solfeo infantil e ingresó al Conservatorio Nacional de Música (México). Allí, conoció a Manuel M. Ponce quien la tomó como alumna de piano. Posteriormente fue alumna de canto de la soprano María Bonilla.
Su debut lo hizo con un recital en 1938 en la Sala de Conferencias de Bellas Artes y en el terreno operístico en 1941 en el Palacio de Bellas Artes cantando el papel de Pamina en Die Zauberflöte, de Mozart. Desde entonces y hasta su retiro en 1988, su vida estuvo asociada con los grandes montajes operísticos.
Por más de 60 años, la maestra González se dedicó a la docencia en el Conservatorio Nacional de Música (México), donde conoció a figuras de la música como Manuel M. Ponce, Carlos Chávez, Silvestre Revueltas, Blas Galindo y Pablo Moncayo, entre otros.
En 2004, el Instituto Nacional de Bellas Artes (INBA) le entregó la Medalla por la Excelencia Académica en Docencia, como reconocimiento a su trabajo en la formación de nuevas generaciones de cantantes. Entre las figuras del canto que Irma González formó figuran Francisco Araiza, Flavio Becerra, Ignacio Clapés, Ricardo Bernal, María Luisa Tamez, Gabriela Herrera, Minerva Hernández y Alicia Cascante, entre otros.
Su repertorio fue tan amplio que abordó el lied, el oratorio, el concierto, la música del siglo XX, la música mexicana y la ópera.
Tanto en México como en el extranjero desarrolló una amplia y brillante carrera que la llevó a ser considerada la mejor intérprete de óperas como Turandot, en el papel de Liú, que estrenó en México en 1960, y que cantó también en el Teatro Colón, de Buenos Aires, y en el Gran Teatro del Liceo, de Barcelona.
Madama Butterfly la cantó innumerablemente en temporadas de ópera en México y en los más importantes teatros del interior de la República Mexicana, La boheme en el papel de Mimi, Fausto como Marguerite y Desdémona, en Otello, que cantó con los célebres Otellos James McCracken en 1962 y Jon Vickers en 1965.
De igual manera, sus interpretaciones en óperas como Mefistofele, Fidelio, Pagliacci, Carmen, Hansel y Gretel y Andrea Chénier, que cantó con Mario del Mónaco en 1951, Giuseppe Di Stefano en 1961 y Plácido Domingo en 1971, serán consideradas por muchos años las mejores interpretaciones que se hallan escuchado en México.
Actuó con todas las orquestas del país cantando la Novena Sinfonía de Beethoven, misma que grabó bajo la dirección de Bruno Walter, y posteriormente con Fernando Lozano.
El jueves 30 de diciembre de 1976 cantó, acompañada por la Orquesta Filarmónica de la Universidad Nacional Autónoma de México (UNAM), obras novohispanas y fue en consecuencia la primera solista en la historia de la Sala Nezahualcóyotl, que esa noche se inauguró.
En 1977 en el Palacio de Bellas Artes cantó por primera vez el papel protagónico de Turandot que repitió en 1980, retirándose de la actividad operística el mismo año, con Madama Butterfly. En 1988 ofreció su último recital en el Palacio de Minería.
Falleció el 4 de diciembre de 2008 a los 92 años en su domicilio a causa de un paro respiratorio.